# 拿騷 (紐約州)
拿騷（英語：Nassau）是一個位於美國紐約州倫塞勒縣的鎮。

## 人口
根據2020年美國人口普查的數據，拿騷的面積為117.16平方千米，當中陸地面積為115.11平方千米，而水域面積為2.05平方千米。當地共有人口4545人，而人口密度為每平方千米39人。